# Santa Elena (Camarines Norte)
Santa Elena è una municipalità di quarta classe delle Filippine, situata nella Provincia di Camarines Norte, nella Regione del Bicol.
Santa Elena è formata da 19 baranggay:
- Basiad
- Bulala
- Don Tomas
- Guitol
- Kabuluan
- Kagtalaba
- Maulawin
- Patag Ibaba
- Patag Iraya
- Plaridel
- Polungguitguit
- Rizal
- Salvacion
- San Lorenzo
- San Pedro
- San Vicente
- Santa Elena (Pob.)
- Tabugon
- Villa San Isidro